# Bussy-la-Pesle (Nièvre)
Bussy-la-Pesle ist eine französische Gemeinde mit 53 Einwohnern (Stand 1. Januar 2022) im Département Nièvre in der Region Bourgogne-Franche-Comté (vor 2016 Bourgogne). Sie gehört zum Arrondissement Clamecy und zum Kanton Corbigny (bis 2015 Brinon-sur-Beuvron).

## Geographie
Bussy-la-Pesle liegt etwa 45 Kilometer nordöstlich von Nevers am Rande des Morvan. Umgeben wird Bussy-la-Pesle von den Nachbargemeinden von Brinon-sur-Beuvron im Norden und Nordosten, Neuilly im Osten und Südosten, Champallement im Süden und Südosten, Champlin im Westen und Südwesten sowie Chevannes-Changy im Nordwesten.

## Bevölkerungsentwicklung
| Jahr                       | 1962 | 1968 | 1975 | 1982 | 1990 | 1999 | 2006 | 2011 | 2016 |
| Einwohner                  | 46   | 50   | 42   | 44   | 38   | 32   | 48   | 41   | 57   |
| Quellen: Cassini und INSEE |      |      |      |      |      |      |      |      |      |

## Sehenswürdigkeiten
- Kirche Saint-Germain aus dem 12. Jahrhundert